# Віліми
Віліми (пол. Wilimy, нім. Willims) — село в Польщі, у гміні Біскупець Ольштинського повіту Вармінсько-Мазурського воєводства.
Населення — 163 особи (2011).
У 1975-1998 роках село належало до Ольштинського воєводства.

## Демографія
Демографічна структура станом на 31 березня 2011 року:
|          | Загалом | Допрацездатний вік | Працездатний вік | Постпрацездатний вік |
| -------- | ------- | ------------------ | ---------------- | -------------------- |
| Чоловіки | 84      | 16                 | 63               | 5                    |
| Жінки    | 79      | 19                 | 47               | 13                   |
| Разом    | 163     | 35                 | 110              | 18                   |